# Günther Schack
Günther Schack (* 12. November 1917 in Bartenstein; † 14. Juni 2003 in Schmidt) war im Zweiten Weltkrieg ein Offizier der Luftwaffe der Wehrmacht. Die letzten drei Jahrzehnte seines Lebens verbrachte er zurückgezogen in der Eifel und widmete sich – auch als Autor – philosophischen Fragestellungen.

## Leben
Günther Schack war der Sohn von Willy Schack und dessen Ehefrau Dorothea, geborene Nietzki. Schack studierte an den Technischen Hochschulen in Stuttgart und Aachen. Nachdem er noch im Jahre 1937 wegen eines in seiner Jugend erlittenen Sportunfalls als wehruntauglich abgelehnt worden war, gelang es ihm nach erneuter Meldung als Freiwilliger doch noch, zum 2. September 1939 bei der Luftwaffe aufgenommen zu werden. Nach Ausbildung zum Kampfpiloten wurde er am 18. März 1941 als Gefreiter und Flugzeugführer zur 7. Staffel des Jagdgeschwaders 51 versetzt. Seinen ersten Sieg im Luftkampf errang er am 23. Juli 1941 an der Ostfront. Inzwischen war er zum Unteroffizier befördert worden. Nach seinem 48. Luftsieg wurde er als Fluglehrer nach Deutschland zurückbeordert und dort am 1. Januar 1943 zum Leutnant befördert. Mitte 1943 kehrte er an die Ostfront zurück und diente nun in der 9. Staffel des Jagdgeschwaders 51. Am 8. Dezember 1943 wurde er Staffelkapitän der 9. Staffel, am 1. Juli 1944 wurde er Hauptmann. Im Dezember 1944 stieg er zum Kommandeur der I. Gruppe auf und wurde nach deren Auflösung ab 1. Mai 1945 Kommandeur der IV. Gruppe des Jagdgeschwaders 3. Bis zum Ende des Krieges hatte er in 780 Kampfeinsätzen an der Ostfront insgesamt 174 Luftsiege errungen und war fünfzehnmal abgeschossen worden.

## Auszeichnungen
- Eisernes Kreuz (1939) II. und I. Klasse
- Ehrenpokal für besondere Leistung im Luftkrieg am 16. Januar 1943
- Deutsches Kreuz in Gold am 26. Februar 1943[1][2]
- Ritterkreuz des Eisernen Kreuzes mit Eichenlaub[1]
  - Ritterkreuz am 29. Oktober 1943
  - Eichenlaub am 20. April 1944 (460. Verleihung)

## Werke
- Betet für die Juden, betet für die Christen. 1995, ISBN 3-9800329-3-0.
- Die Homokratie im Erdkreis. 1975  .
- Die Homokratie im Lebenskreis. 1975.
- Die Homokratie im Völkerkreis. 1975.